# Брейнтрі (Ессекс)
Брейнтрі — місто в Ессексі, Англія. Основне поселення району Брейнтрі, воно розташоване у 16 км на північний схід від Челмсфорда і у 24 км на захід від Колчестера. Згідно з переписом населення 2011 року, у місті проживало 41 634 мешканці, тоді як у міському районі, до якого входять Великий Нотлі, Рейн та Хай Гаррет, проживало 53 477 жителів.
Брейнтрі виріс сусідньо з кількома навколишніми населеними пунктами. Власне Брейнтрі лежить на річці Брейн та на південь від Стейт-стріт, римської дороги від Брахінга до Колчестера, тоді як Бокінг лежить на річці Блеквотер і на північ від дороги. Їх іноді називають разом Брейнтрі та Бокінг і 1 квітня 1934 року вони утворили цивільну парафію з такою назвою яка в даний час є неприходською.
На честь Брейнтрі були названі міста Брейнтрі, штат Массачусетс, і Брейнтрі, штат Вермонт, в США.

## Етимологія
Походження назви неясне. Брейнтрі також називали Brantry та Branchetreu у Книзі Страшного Суду. Іншу варіацію можна побачити в різних середньовічних латинських юридичних записах, де вона виглядає як «Branktre». У багатьох ранніх американських колоніальних документах його називають Бранктрі.
Одна з теорій полягає в тому, що оригінальна назва означала «дерево Бранока» (Branoc's tree). Інша теорія полягає в тому, що назва походить від поселення Рейн, який зазнав розквіт у нормандські часи. Третя теорія полягає в тому, що назва означає «поселення біля річки Бран або Брейнт». Назва «Брейнт» добре засвідчена як назва річки у Великій Британії; є річка з такою назвою в Енглсі, і можна припустити, що це була також назва Блекуотера в досаксонські часи, хоча кельтська назва «Бран» також широко використовується для річок. Суфікс tre — розповсюджений суфікс кельтського походження, який широко зустрічається в Уельсі та Корнуолі, але також зазначається в інших назвах міст, таких як Давентрі, із значенням спочатку ферми чи поселення, а згодом міста.
[джерело?]

## Історія

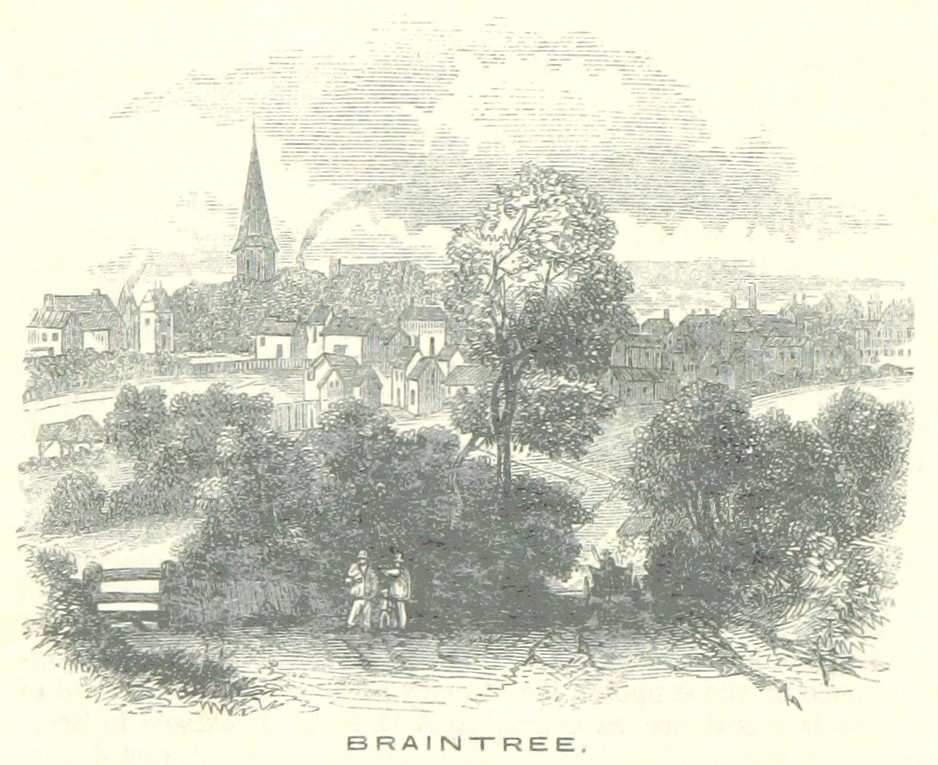
Загальний вигляд Брейнтрі в 1851 році.

Брейнтрі виник понад 4000 років тому як невелике село. Люди в період бронзової та залізної доби будували будинки в нижній частині міста, біля річки Брейн. Пізніше ця територія була заселена саксами, які окупували місто після відходу римлян і назвали римську дорогу Стейн-стріт (тобто кам'яною дорогою), як вона і досі зветься.
[джерело?]

### Римська навала
Коли римляни вторглися у Британію, вони побудували дві дороги; на стику цих доріг виникло поселення, яке згодом було покинуто, коли римляни покинули Британію. Місто було зафіксовано в Книзі Страшного Суду 1086 року, де його назвали Branchetreu, і воно займало 30 акрів (12 га) у володінні Річарда, сина графа Гілберта. Паломники використовували місто як зупинку, через що місто зростало і отримало від єпископа Лондона статут ринкового міста в 1190 р.

### Торгівля фламандським сукном
Ще в 14 столітті Брейнтрі переробляв і виготовляв вовняну тканину, якою активно торгував до кінця 19 століття. Місто процвітало з 17 століття, коли фламандські іммігранти прославили місто своєю торгівлею вовняними тканинами. Вони покращили місцеві методи виробництва, і основні ринки для виробництва в районі Брейнтрі знаходились переважно за кордоном, особливо в Іспанії чи Португалії. У 1665 р. Велика чума вбила 865 людей, коли населення міста складало цілком лише 2300 чоловік.

### Виробництво шовку
Торгівля вовною згасла на початку 19 століття, і Брейнтрі став центром виробництва шовку, коли Джордж Курто відкрив у місті шовкоробню. За ним пішли інші, в тому числі Warner & Sons. Наприкінці 19 століття Брейнтрі був процвітаючим сільськогосподарським та текстильним містом, і йому було вигідно залізничне сполучення з Лондоном. Багата сім'я Курто мала сильний вплив на місто, підтримуючи плани багатьох громадських будівель міста, таких як ратуша та сквери, створені в 1888 році Про вплив міста на текстильну ткацьку промисловість згадують сьогодні в Архіві текстилю Уорнера та в музеї Брейнтрі.